# RND2
RND2 (англ. Rho family GTPase 2) – білок, який кодується однойменним геном, розташованим у людей на короткому плечі 17-ї хромосоми. Довжина поліпептидного ланцюга білка становить 227 амінокислот, а молекулярна маса — 25 369.
| 10         |  | 20         |  | 30         |  | 40         |  | 50         |
| ---------- |  | ---------- |  | ---------- |  | ---------- |  | ---------- |
| MEGQSGRCKI |  | VVVGDAECGK |  | TALLQVFAKD |  | AYPGSYVPTV |  | FENYTASFEI |
| DKRRIELNMW |  | DTSGSSYYDN |  | VRPLAYPDSD |  | AVLICFDISR |  | PETLDSVLKK |
| WQGETQEFCP |  | NAKVVLVGCK |  | LDMRTDLATL |  | RELSKQRLIP |  | VTHEQGTVLA |
| KQVGAVSYVE |  | CSSRSSERSV |  | RDVFHVATVA |  | SLGRGHRQLR |  | RTDSRRGMQR |
| SAQLSGRPDR |  | GNEGEIHKDR |  | AKSCNLM    |  |            |  |            |

A: Аланін

C: Цистеїн

D: Аспарагінова кислота

E: Глутамінова кислота

F: Фенілаланін

G: Гліцин

H: Гістидин

I: Ізолейцин

K: Лізин

L: Лейцин

M: Метіонін

N: Аспарагін

P: Пролін

Q: Глутамін

R: Аргінін

S: Серин

T: Треонін

V: Валін

W: Триптофан

Білок має сайт для зв'язування з нуклеотидами, ГТФ. 
Локалізований у мембрані, цитоплазматичних везикулах.